# Séguélon
Séguélon är en underprefektur i Elfenbenskusten. Den ligger i departementet med samma namn, i den nordvästra delen av landet, 300 km nordväst om huvudstaden Yamoussoukro.